# NGC 5826
NGC 5826 (ook: NGC 5870) is een lensvormig sterrenstelsel in het sterrenbeeld Draak. Het hemelobject werd op 9 juni 1885 ontdekt door de Amerikaanse astronoom Lewis A. Swift.

## Synoniemen
- UGC 9725
- MCG 9-25-16
- ZWG 274.17
- IRAS 15053+5540
- PGC 53949